# Tettigonia turcica
Tettigonia turcica är en insektsart som beskrevs av Willy Adolf Theodor Ramme 1951. Tettigonia turcica ingår i släktet Tettigonia och familjen vårtbitare. Inga underarter finns listade i Catalogue of Life.